# Variel Sánchez
Variel Alejandro Sánchez Ordóñez (Bogotá, 14 de diciembre de 1989) es un actor de televisión y cine colombiano, también graduado como piloto de avión comercial. Es el hijo del reconocido actor Julio Sánchez Cóccaro.

## Síntesis Biográfica

### Primeros años
Variel Alejandro Sánchez Ordóñez nació en Bogotá, Cundinamarca, Colombia, el 14 de diciembre de 1989, es hijo del reconocido actor Julio Sánchez Cóccaro y de Patricia Ordóñez, es el mayor de un hogar de tres hijos, sus hermanos son: Adrián Sayari quien es integrante del equipo de Omar Films y Shady Juliana Sánchez Ordóñez.
Desde corta edad, Variel demostró un gran talento por la actuación, por lo que su padre fue quien se responsabilizó de involucrarlo en ese mundo, a los 6 años comenzó estudios de artes escénicas y arte dramático con los cuales realizó numerosas participaciones en distintas obras de teatro, desplegando de ese modo su vena artística.

### Carrera
A los 10 años de edad, exactamente en 1999, realizó su primera aparición en televisión ocupando el rol de participación especial en la reconocida telenovela colombiana Francisco El Matemático, producida por el Canal RCN en donde interpretó a los personajes de Brian Rodríguez y Jonathan Rodríguez, marcando sus inicios en la televisión colombiana.
Años más tarde, en 2004, realizó una breve aparición en la telenovela de Un Ángel Llamado Azul interpretándose a sí mismo, su padre Julio Sánchez Cóccaro interpretó al padre Manolo en Pandillas, Guerra y Paz, uno de los personajes que le generó un enorme reconocimiento nacionalmente ocurrió en 2010, cuando fue aceptado para protagonizar la telenovela A Mano Limpia (2010 - 2013) junto a los actores Claudio Cataño, Sebastián Vega, Diego Peláez y Fernando Arévalo. 
En 2013, luego de haber trascendido exitosamente en aquella producción televisiva, Variel realiza su primera aparición en el cine, causando su debut en aquel ámbito laboral, aquel suceso se presentó en la película El paseo 3, una producción cinematográfica colombiana, donde encarnó al personaje de Himosavi.
Continuó con su creciente carrera interpretando a otros distintos personajes, para el año 2015 realizó nuevamente una participación especial en la telenovela colombiana Hermanitas Calle, la cual está inspirada tanto en la historia musical como en la vida personal del dúo de música carrilera Fabiola y Nelly Calle en aquella producción interpretó al personaje de Álvaro, un joven músico y gran amigo de la familia Calle.  
En 2018 protagonizó la telenovela Loquito por ti la cual está inspirada en la vida artística de los cantantes e intérpretes de música tropical Rodolfo Aicardi y Gustavo Quintero, dicha producción contó también con las participaciones protagónicas de: Mariana Gómez y Sebastián Carvajal.
A inicios de 2019, participó en la serie de televisión estadounidense El Barón junto al actor mexicano Francisco Angelini la cual presentó una buena audiencia a nivel internacional siendo transmitida en más de 20 países por Telemundo Internacional, en aquella producción interpretó al personaje de Ramiro Villa un hombre fugitivo de la ley dedicado a la realización del negocio ilegal del narcotráfico.
Su aparición mayormente célebre en el cine fue en la película decembrina Al Son Que Me Toquen Bailo, la cual protagonizó junto a la reconocida actriz Laura Rodríguez, en aquella producción cinematográfica interpretó al personaje de Daniel García.
A finales de aquel año, el Canal RCN anunció mediante breves clips presentados durante los espacios publicitarios el lanzamiento de la producción Pa' Quererte la cual tuvo su estreno el 7 de enero de 2020, y obtuvo una excelente aceptación del espectador durante las primeras semanas de emisión.
En aquella producción interpretó a Lorenzo Ríos, un joven domiciliario y compañero sentimental de Dany que en un futuro se convertiría en la novia del diseñador de modas Mauricio Reina de la Hoz. Desafortunadamente debido a la inesperada llegada de la pandemia y propagación del Covid-19 tanto la continuidad de grabaciones como sus emisiones fueron temporalmente suspendidas el 20 de marzo de ese mismo año.
Sin embargo, el Canal RCN comunicó públicamente que se retomaría la transmisión de la producción desde sus primeros capítulos, mientras que se ejercía el cumplimiento de la cuarentena obligatoria. A finales del mismo año y gracias al mejoramiento de la situación sanitaria se informó que se continuaría con la realización de las grabaciones reprogramando el estreno de una segunda temporada para el 12 de enero de 2021.

### Vida personal
Durante las grabaciones de la franja infantil que fue transmitida en el Canal RCN durante 2001 y 2002 la cual fue Jack El Despertador, Variel conoció a la joven actriz Estefanía Godoy quien en aquella producción interpretó al personaje de Amarilla, fue específicamente en aquel tiempo que Variel se enamoró de la joven.
Tiempo después oficializaron su relación sentimental, muchos años después en 2016, Valentín Sánchez Godoy fue el primero de los dos únicos hijos de la pareja, el segundo y el menor fue Ramón Sánchez Godoy, nacido en 2019, en ese mismo año y luego de mucho tiempo de noviazgo, ambos optaron por contraer matrimonio.

## Filmografía

### Televisión
| Año       | Título                            | Personaje                                                         | Canal              |
| --------- | --------------------------------- | ----------------------------------------------------------------- | ------------------ |
| 2025      | Nuevo rico, nuevo pobre           | Brayan Leonidas Galindo Romero / Brayan Leonidas Ferreira Mancera | Caracol Televisión |
| 2025      | Nuevo rico, nuevo pobre           | Bernardo Ferreira                                                 | Caracol Televisión |
| 2023-2025 | Manes                             | Marcel Londoño                                                    | Prime Video        |
| 2023-2024 | Paraíso blanco                    | Carlos Toro "Torito"                                              | Vix                |
| 2022      | Juanpis González: La serie        | Cadabrindis                                                       | Netflix            |
| 2020      | Confinados                        | 'El Negro' Contreras                                              | Canal RCN          |
| 2020-2021 | Pa' quererte                      | Lorenzo Ríos                                                      | Canal RCN          |
| 2019      | El Barón                          | Ramiro Villa 'El Paisa'                                           | Telemundo          |
| 2018-2019 | Loquito por ti                    | Camilo Arango Ramirez                                             | Caracol Televisión |
| 2018      | La ley secreta                    | Lerner Junior                                                     | Netflix            |
| 2017      | Sobreviviendo a Escobar, alias JJ | Danilo Pineda                                                     | Caracol Televisión |
| 2016      | La niña                           | Víctor Manjarres                                                  | Caracol Televisión |
| 2015-2016 | Las hermanitas Calle              | Álvaro                                                            | Caracol Televisión |
| 2013-2014 | Mamá también                      | Bryan Pinto                                                       | Canal RCN          |
| 2013      | Mentiras perfectas                | Fredy Porras (Actuación especial)                                 | Caracol Televisión |
| 2010-2013 | A mano limpia                     | Vicente Guerra                                                    | Canal RCN          |
| 2009      | Las trampas del amor              | Elvis Romano                                                      | Canal RCN          |
| 2008      | Aquí no hay quién viva            | Diego Ep: Érase un premio Parte 1 y 2                             | Canal RCN          |
| 2008      | Super pa                          | Lucas                                                             | Canal RCN          |
| 2003-2004 | Un ángel llamado Azul             | El mismo                                                          | Canal RCN          |
| 1999-2000 | Francisco el matemático           | Bryan Rodríguez Jhonatan Rodríguez (niño)                         | Canal RCN          |

### Programas
| Año       | Título                        | Rol          | Canal     |
| --------- | ----------------------------- | ------------ | --------- |
| 2025      | MasterChef Celebrity Colombia | Invitado     | Canal RCN |
| 2018      | MasterChef Celebrity          | Participante | Canal RCN |
| 2002-2004 | Jack el Despertador           | Participante | Canal RCN |

### Cine
| Año  | Título                     | Personaje                      |
| ---- | -------------------------- | ------------------------------ |
| 2023 | El rey de la montaña       | Joaquín Cuesta                 |
| 2019 | Al son que me toquen bailo | Daniel García / Alfredo García |
| 2016 | Pablo                      | Camilo                         |
| 2015 | Uno al año no hace daño 2  |                                |
| 2013 | El paseo 3                 | Himosavi                       |

## Premios y nominaciones

### Premios TVyNovelas
| Año  | Categoría              | Telenovela o Serie | Resultado |
| ---- | ---------------------- | ------------------ | --------- |
| 2017 | Mejor actor de reparto | La niña            | Ganador   |

### Premios India Catalina
| Año  | Categoría                                    | Telenovela o Serie | Resultado |
| ---- | -------------------------------------------- | ------------------ | --------- |
| 2017 | Mejor actor de reparto de telenovela o serie | La niña            | Ganador   |
| 2012 | Mejor actor de reparto de telenovela         | A mano limpia      | Nominado  |

### Produ Awards
| Año  | Categoría              | Telenovela o Serie | Resultado |
| ---- | ---------------------- | ------------------ | --------- |
| 2017 | Mejor Actor Revelación | La niña            | Ganador   |